# Pedro Munhoz
Pedro Henrique Lopes Munhoz (São Paulo, 7 de septiembre de 1986) es un artista marcial mixto brasileño que actualmente compite en la división de peso gallo en Ultimate Fighting Championship. Es el ex campeón de peso gallo de Resurrection Fighting Alliance. Al 12 de marzo de 2024, ocupa el puesto 15 en la clasificación de peso gallo de UFC. 

## Primeros años
Munhoz comenzó a entrenar karate Shotokan a la edad de seis años, aprendiendo judo un par de años más tarde antes de comenzar a entrenar jiu-jitsu brasileño a la edad de 13 años. 

## Carrera en artes marciales mixtas

### Inicios
Como profesional desde 2009, Munhoz comenzó su carrera compitiendo en promociones locales en su natal São Paulo, Brasil, antes de mudarse a los Estados Unidos en 2011. Compitió en varias promociones regionales en los Estados Unidos, compilando un récord invicto y eventualmente se convirtió en Resurrection Fighting Alliance campeón de peso gallo el 16 de agosto de 2013, después de derrotar al veterano notable Jeff Curran por decisión dividida. Munhoz defendió su título por primera vez el 24 de enero de 2014, derrotando a Billy Daniels a través de la presentación de la primera ronda. Después de la victoria sobre Daniels, Munhoz firmó con UFC a principios de febrero de 2014.

### Ultimate Fighting Championship

#### 2014
Munhoz hizo su debut promocional el 22 de febrero de 2014, como  reemplazo Francisco Rivera quien se lesionó y se enfrentó al principal contendiente Raphael Assunção en UFC 170. Assunção derrotó a Munhoz por decisión unánime.
Munhoz se enfrentó a Matt Hobar el 31 de mayo de 2014, en la final de The Ultimate Fighter Brazil 3. Munhoz derrotó a Hobar por TKO en la primera ronda.
Munhoz se enfrentó a Jerrod Sanders el 4 de octubre de 2014, en el UFC Fight Night 54. Ganó la pelea por sumisión en la primera ronda. Unos meses más tarde, se reveló que Munhoz dio positivo para niveles elevados de testosterona. El campamento de Munhoz solicitó la documentación de la prueba y no la recibió hasta tres meses después. Dijo que una revisión de los resultados realizada por el especialista en antidopaje Paul Scott determinó que su testosterona no estaba, de hecho, elevada, llegando a 850 ng/mL, o en el extremo superior del rango normal para hombres de su edad. Admitió haber usado dos suplementos permitidos por el UFC que pueden haber elevado su testosterona, pero no fuera del límite legal. El 4 de noviembre de 2015, Munhoz fue suspendido por un año de forma retroactiva a su pelea debido a los metabolitos de testosterona de origen exógeno y su victoria pasó a nulo.

#### 2015
Munhoz se enfrentó a Jimmie Rivera el 7 de noviembre de 2015, en el UFC Fight Night 77. Perdió la pelea por decisión dividida.

#### 2016
Munhoz se enfrentó a Russell Doane el 7 de julio de 2016 en el UFC Fight Night 90. Ganó la pelea a través de sumisión en la primera ronda y también recibió el premio a la Actuación de la Noche.
Munhoz se enfrentó a Justin Scoggins el 19 de noviembre de 2016, en el UFC Fight Night 100. Ganó la pelea por sumisión en la segunda ronda y recibió otro premio a la Actuación de la Noche.

#### 2017
Munhoz se enfrentó a Damian Stasiak el 28 de mayo de 2017, en el UFC Fight Night 109. Ganó la pelea por decisión unánime.
Munhoz se enfrentó a Rob Font el 28 de octubre de 2017, en el UFC Fight Night 119. Ganó la pelea a través de sumisión en la primera ronda. Además, recibió su tercer premio a la Actuación de la Noche.

#### 2018
Se esperaba que Munhoz se enfrentara a John Dodson en el UFC Fight Night 125 el 3 de febrero de 2018. Sin embargo, Munhoz perdió peso por cuatro libras sobre el límite del peso gallo de 136 libras y Dodson se negó a tomar la pelea y la pelea fue cancelada. La pelea fue reprogramada a UFC 222 el 3 de marzo de 2018. Munhoz perdió la pelea por decisión dividida.
Munhoz se enfrentó a Brett Johns el 4 de agosto de 2018, en el UFC 227. Ganó la pelea por decisión unánime.
Muhnoz se enfrentó a Bryan Caraway el 30 de noviembre de 2018, en la final de The Ultimate Fighter 28. Ganó la pelea por nocaut técnico en la primera ronda.

#### 2019
Munhoz se enfrentó a Cody Garbrandt el 2 de marzo de 2019, en el UFC 235. Ganó la pelea por nocaut en la primera ronda. Además, recibió su primer premio a la Pelea de la Noche.
Munhoz se enfrentó a Aljamain Sterling el 8 de junio de 2019, en UFC 238. Perdió el combate por decisión unánime.

#### 2020
Munhoz estaba programado para enfrentarse al ex Campeón de Peso Ligero de la UFC Frankie Edgar el 15 de julio de 2020, en UFC on ESPN: Kattar vs. Ige. Sin embargo, el 6 de julio se anunció que Munhoz fue retirado del combate tras dar positivo en la prueba de la enfermedad del COVID-19. El emparejamiento fue reprogramado y tuvo lugar el 22 de agosto de 2020 en UFC on ESPN: Munhoz vs. Edgar. Munhoz perdió el combate de ida y vuelta por decisión dividida. Esta pelea le valió el premio Pelea de la Noche.

#### 2021
La revancha contra Jimmie Rivera fue programada el 30 de enero de 2021 en UFC on ESPN: Chiesa vs. Magny. El 26 de diciembre de 2020 se anunció que el combate se trasladaba al 20 de enero de 2021 en UFC on ESPN: Chiesa vs. Magny. El emparejamiento fue reprogramado una vez más a principios de enero, ya que fueron trasladados a UFC 258 el 13 de febrero de 2021 debido a razones no reveladas. Durante la semana previa al evento, el combate se retrasó de nuevo debido a un test de COVID-19 positivo de alguien de los dos bandos. El emparejamiento se mantuvo intacto y tuvo lugar dos semanas después en UFC Fight Night: Rozenstruik vs. Gane. Munhoz ganó el combate por decisión unánime. Este combate le valió el premio de bonificación Pelea de la Noche.
Munhoz se enfrentó a José Aldo el 7 de agosto de 2021 en UFC 265. Perdió el combate por decisión unánime.
Munhoz se enfrentó al ex campeón de peso gallo de UFC Dominick Cruz el 11 de diciembre de 2021 en UFC 269.  A pesar de derribar a Cruz dos veces y casi acabar con él en el primer asalto, Munhoz finalmente perdió la pelea por decisión unánime.  La pelea obtuvo el premio de bonificación Pelea de la Noche 

#### 2022
Munhoz se enfrentó a Sean O'Malley el 2 de julio de 2022 en UFC 276.  Se dictaminó que no había competencia en la segunda ronda debido a un pinchazo involuntario en el ojo que hizo que Munhoz no pudiera continuar.  Después de la pelea, Munhoz publicó su historial médico mostrando que sufrió una abrasión en la córnea derecha. 

#### 2023
Munhoz se enfrentó a Chris Gutiérrez el 15 de abril de 2023 en UFC on ESPN 44.  Ganó la pelea por decisión unánime. 
Munhoz se enfrentó a Marlon Vera el 19 de agosto de 2023 en UFC 292, reemplazando al lesionado Henry Cejudo.  Perdió la pelea por decisión unánime. 

#### 2024
Munhoz se enfrentó a Kyler Phillips el 9 de marzo de 2024 en UFC 299.  Perdió la pelea por decisión unánime. 
Munhoz se enfrentó a Aiemann Zahabi el 2 de noviembre de 2024 en UFC Fight Night 246.  Perdió la pelea por decisión unánime.

## Vida personal
Munhoz tiene dos hijas: una de una relación anterior y otra con su esposa, Varinea. 

## Campeonatos y logros
- Ultimate Fighting Championship
  - Actuación de la Noche (tres veces) vs. Russell Doane , Justin Scoggins y Rob Font[18][20][23]
  - Pelea de la Noche (cuatro veces) vs. Cody Garbrandt , Frankie Edgar , Jimmie Rivera y Dominick Cruz[29][37][43][48]
    - Tercero con mayor cantidad de bonificaciones posteriores a la pelea en la historia de la división de peso gallo de UFC (7) [61]

  - Más peleas en la historia de la división de peso gallo de UFC (20) [62]
  - Los strikes más importantes en la historia de la división de peso gallo de UFC (1211) [61]
  - Cuarto tiempo total de pelea en la historia de la división de peso gallo de UFC (3:42:12) [61]
- Resurrection Fighting Alliance
  - Campeonato de peso gallo de la RFA (una vez)
    - Una defensa exitosa del título

## Récord en artes marciales mixtas
| Resultado     | Récord   | Oponente          | Método                                       | Evento                                                     | Fecha                    | Ronda | Tiempo | Localización            | Notas |
| ------------- | -------- | ----------------- | -------------------------------------------- | ---------------------------------------------------------- | ------------------------ | ----- | ------ | ----------------------- | --- |
| Derrota       | 20–9 (2) | Kyler Phillips    | Decisión (unánime)                           | UFC 299                                                    | 9 de marzo de 2024       | 3     | 5:00   | Miami, Florida          | |
| Derrota       | 20–8 (2) | Marlon Vera       | Decisión (unánime)                           | UFC 292                                                    | 19 de agosto de 2023     | 3     | 5:00   | Boston, Massachusetts   | |
| Victoria      | 20–7 (2) | Chris Gutiérrez   | Decisión (unánime)                           | UFC on ESPN: Holloway vs. Allen                            | 15 de abril de 2023      | 3     | 5:00   | Kansas City, Misuri     | |
| Sin resultado | 19–7 (2) | Sean O'Malley     | Sin resultado (piquete accidental en el ojo) | UFC 276                                                    | 2 de julio de 2022       | 2     | 3:09   | Las Vegas, Nevada       | Un piquete accidental en el ojo hizo que Munhoz no pudiera continuar..                                                                              |
| Derrota       | 19–7 (1) | Dominick Cruz     | Decisión (unánime)                           | UFC 269                                                    | 11 de diciembre de 2021  | 3     | 5:00   | Las Vegas, Nevada       | Pelea de la Noche. |
| Derrota       | 19–6 (1) | José Aldo         | Decisión (unánime)                           | UFC 265                                                    | 7 de agosto de 2021      | 3     | 5:00   | Houston, Texas          | |
| Victoria      | 19–5 (1) | Jimmie Rivera     | Decisión (unánime)                           | UFC Fight Night: Rozenstruik vs. Gane                      | 27 de febrero de 2021    | 3     | 5:00   | Las Vegas, Nevada       | Pelea de la Noche. |
| Derrota       | 18–5 (1) | Frankie Edgar     | Decisión (dividida)                          | UFC on ESPN: Munhoz vs. Edgar                              | 22 de agosto de 2020     | 5     | 5:00   | Las Vegas, Nevada       | Pelea de la Noche. |
| Derrota       | 18–4 (1) | Aljamain Sterling | Decisión (unánime)                           | UFC 238                                                    | 8 de junio de 2019       | 3     | 5:00   | Chicago, Illinois       | |
| Victoria      | 18–3 (1) | Cody Garbrandt    | TKO (golpes)                                 | UFC 235                                                    | 2 de marzo de 2019       | 1     | 4:52   | Las Vegas, Nevada       | Pelea de la Noche. |
| Victoria      | 17–3 (1) | Bryan Caraway     | TKO (patada al cuerpo y golpes)              | The Ultimate Fighter: Heavy Hitters Finale                 | 30 de noviembre de 2018  | 1     | 2:39   | Las Vegas, Nevada       | |
| Victoria      | 16–3 (1) | Brett Johns       | Decisión (unánime)                           | UFC 227                                                    | 4 de agosto de 2018      | 3     | 5:00   | Los Ángeles, California | |
| Derrota       | 15–3 (1) | John Dodson       | Decisión (dividida)                          | UFC 222                                                    | 3 de marzo de 2018       | 3     | 3:09   | Las Vegas, Nevada       | |
| Victoria      | 15–2 (1) | Rob Font          | Sumisión (guillotine choke)                  | UFC Fight Night: Brunson vs. Machida                       | 28 de octubre de 2017    | 1     | 4:03   | São Paulo               | Actuación de la Noche. |
| Victoria      | 14–2 (1) | Damian Stasiak    | Decisión (unánime)                           | UFC Fight Night: Gustafsson vs. Teixeira                   | 28 de mayo de 2017       | 3     | 5:00   | Estocolmo               | |
| Victoria      | 13–2 (1) | Justin Scoggins   | Sumisión (guillotine choke)                  | UFC Fight Night: Bader vs. Nogueira 2                      | 19 de noviembre de 2016  | 2     | 1:55   | São Paulo               | Actuación de la Noche |
| Victoria      | 12–2 (1) | Russell Doane     | Sumisión (guillotine choke)                  | UFC Fight Night: dos Anjos vs. Álvarez                     | 7 de julio de 2016       | 1     | 2:08   | Las Vegas, Nevada       | Actuación de la Noche. |
| Derrota       | 11–2 (1) | Jimmie Rivera     | Decisión (dividida)                          | UFC Fight Night: Belfort vs. Henderson 3                   | 7 de noviembre de 2015   | 3     | 5:00   | São Paulo               | |
| Sin resultado | 11–1 (1) | Jerrod Sanders    | Sin resultado                                | UFC Fight Night: MacDonald vs. Saffiedine                  | 4 de octubre de 2014     | 1     | 0:39   | Halifax, Nueva Escocia  | Originalmente, una victoria por sumisión (guillotina) para Munhoz; cambiado después de que diera positivo por el origen exógeno de la testosterona. |
| Victoria      | 11–1     | Matt Hobar        | TKO (golpes)                                 | The Ultimate Fighter Brazil 3 Finale: Miocic vs. Maldonado | 31 de mayo de 2014       | 1     | 2:47   | São Paulo               | KO de la Noche. |
| Derrota       | 10–1     | Raphael Assunção  | Decisión (unánime)                           | UFC 170                                                    | 22 de febrero de 2012    | 3     | 5:00   | Las Vegas, Nevada       | |
| Victoria      | 10–0     | Billy Daniels     | Sumisión (guillotine choke)                  | RFA 12                                                     | 24 de enero de 2014      | 1     | 0:41   | Los Ángeles, California | Defiende el campeonato de peso gallo de RFA. |
| Victoria      | 9–0      | Jeff Curran       | Decisión (dividida)                          | RFA 9                                                      | 16 de agosto de 2013     | 5     | 5:00   | Carson, California      | Gana el vacante campeonato de peso gallo de RFA. |
| Victoria      | 8–0      | Mitch Jackson     | Sumisión (guillotine choke)                  | RFA 8                                                      | 21 de junio de 2013      | 1     | 4:49   | Milwaukee, Wisconsin    | |
| Victoria      | 7–0      | Bill Kamery       | Sumisión (heel hook)                         | RFA 5                                                      | 30 de noviembre de 2012  | 1     | 2:27   | Kearney, Nebraska       | |
| Victoria      | 6–0      | Camilo Gonzalez   | Sumisión (guillotine choke)                  | RITC: Respect in the Cage                                  | 30 de julio de 2011      | 2     | 1:21   | Pomona, California      | |
| Victoria      | 5–0      | Richard Montalvo  | Sumisión (rear naked-choke)                  | MMA Xplosion: International Team Challenge                 | 29 de enero de 2011      | 2     | 2:31   | Las Vegas, Nevada       | |
| Victoria      | 4–0      | Mauro Brenes      | Decisión (unánime)                           | RITC: Respect in the Cage                                  | 9 de octubre de 2010     | 3     | 5:00   | Pomona, California      | |
| Victoria      | 3–0      | Pablo Alfonso     | Decisión (unánime)                           | Jungle Fight 18: São Paulo                                 | 20 de marzo de 2010      | 3     | 5:00   | São Paulo               | |
| Victoria      | 2–0      | Roberto Matsumoto | TKO (retiro)                                 | EFC: Eagle Fighting Championship                           | 26 de septiembre de 2009 | 2     | 5:00   | São Paulo               | |
| Victoria      | 1–0      | Reginaldo Vieira  | Sumisión (golpes)                            | FF: Full Fight 1                                           | 21 de marzo de 2009      | 2     | 3:35   | São Paulo               | |